# Benoit Pioulard
Томас Мелух (нар. 4 серпня 1984), відомий як Benoît Pioulard — американський мультиінструменталіст, письменник і фотограф.
Випускає музику на лейблі Kranky Records.

## Біографія
Мелух почав записувати природу та власні lo-fi композиції на диктофонах, викинутих на смітник стереосистемах та чотиридорожечних магнітофонах у середині 1990-х, а згодом зосередився на дуже лімітованих CD-R та касетних релізах своїх експериментальних пісень під впливом фолку для друзів та сім'ї.
Його перші записи під псевдонімом Benoît Pioulard з'явилися на компіляції Random Number...Colors Start, випущеній лейблом Moodgadget в Анн-Арборі у 2004 році. Після EP Enge 2005 року Мелух підписав контракт з чиказьким лейблом Kranky, під яким записав альбоми Précis (2006), Temper (2008), Lasted (2010), Hymnal (2013), Sonnet (2015) та The Benoit Pioulard Listening Matter (2016), а також Lignin Poise (2017) для Beacon Sound і Sylva (2019) для Morr Music.
У 2010 році Мелух заснував дует Orcas з композитором Рафаелем Антоном Ірісаррі. Однойменний дебютник дуету вийшов у квітні 2012 року на німецькому лейблі Morr Music, а його наступна платівка Yearling - на початку 2014 року.
Мелух проживає в Брукліні, Нью-Йорк.

## Дискографія

### Соло
- 2001 — Blurred
- 2001 — Clear
- 2003 — Skymost
- 2005 — Enge
- 2005 — Dakota / Housecoat
- 2006 — Précis
- 2006 — Fir
- 2007 — Temper
- 2008 — Lee
- 2008 — Flocks
- 2009 — Lasted
- 2010 — Plays Thelma
- 2011 — Hymnal
- 2013 — Sonnet
- 2015 — Noyaux
- 2015 — Seize/Marre
- 2016 — The Benoit Pioulard Listening Matter
- 2016 — Radial
- 2016 — Slow spark, soft spoke
- 2017 — Lignin Poise
- 2017 — Persona
- 2019 — Sylva

### Колаборації
- 2015 — PERILS – PERILS (з Kyle Bobby Dunn)
- 2018 — Deck Amber (з Ant'lrd)
- 2022 — Communiqué (з Jogging House)

### З'являвся на
- 2004 — Random Number...Colors Start (Moodgadget)
- 2006 — Idol Tryouts 2 (Ghostly International)
- 2006 — The Rorschach Suite (Moodgadget)
- 2013 — Four-beat Rhythm: The Writings of Wilhelm Reich (Workshop)
- 2017 — Sensorimotor (Lusine, Ghostly International)